# Georg Christoffer Rackwitz
Georg Christoffer Rackwitz (* 2. Februar 1760 in Oberungarn; † 12. Juli 1844 in Stockholm, Königreich Schweden) war ein Instrumentenbauer in Stockholm.

## Leben und Wirken
Er stammte aus Preßburg im damaligen Oberungarn (heute Bratislava in der Slowakei). Seine Nationalität ist unsicher (Slowake oder Deutscher?). 1782 kam Rackwitz nach St. Petersburg und arbeitete bei dem Orgel- und Instrumentenbauer Franz Kirsnick. Dieser baute 1783 als erster in einer Kleinorgel ein Register mit durchschlagenden Zungen. Georg Rackwitz fuhr 1790 nach Warschau, um dem Instrumentenbauer Georg Joseph Vogler ein solches Register in ein Instrument zu bauen. Er reiste mit diesem dann nach Rotterdam, wo er ein solches einbaute, danach auch in Frankfurt am Main in einem Karmelitenkloster.
1791 fuhr er über Kopenhagen weiter nach Stockholm. Dort arbeitete er bei dem Orgelbauer Mathias Petter Kraft. 1794 und 1795 half er Olof Schwan beim Bau einer Orgel in Stockholm. 1796 erhielt Georg Christoffer Rackwitz das Privileg zur eigenständigen Tätigkeit als Instrumentenbauer in Stockholm. Er baute Clavichorde und Hammerklaviere sowie sogenannte Organochordions. Einige seiner Instrumente sind erhalten.
1728 gab er die Werkstatt an seinen Schwiegersohn ab. Georg Christoffer Rackwitz starb 1844 und wurde auf dem Friedhof der Deutschen Kirche in Stockholm begraben.